# Master of Paradise
Master of Paradise — студийный сольный альбом Тони Макалпина, вышедший в 1999 году.

## Об альбоме
Master of Paradise записывался в течение двух месяцев в собственной студии «Clear Lake Audio» и сведён за две недели. В записи ему помогали ударник Cacophony, Hardline и Ричи Коцена — Атма Анур, а также бас-гитарист Dio и Литы Форд — Ларри Деннисон. Анур до этого случая помогал Макалпину лишь однажды, во время сессии записи Maximum Security. Для Ларри Деннисона, напротив, это стала уже третья совместная работа с Тони после Freedom to Fly и Madness.
На этом диске, в рамках экспериментов над звучанием, Тони сам записал вокальную партию к нескольким композициям.

## Список композиций
Вся музыка написана (если не указано иначе) — Тони Макалпин.
| №                   | Название                             | Длительность |
| ------------------- | ------------------------------------ | ------------ |
| 1.                  | «Maker Is King»                      | 3:49         |
| 2.                  | «Tears of Darkness»                  | 5:24         |
| 3.                  | «Live to Die»                        | 6:50         |
| 4.                  | «Circus»                             | 4:14         |
| 5.                  | «Still»                              | 5:05         |
| 6.                  | «Master of Paradise»                 | 6:14         |
| 7.                  | «Time»                               | 5:18         |
| 8.                  | «Imagination»                        | 4:55         |
| 9.                  | «Final Hour»                         | 4:32         |
| 10.                 | «Au Bord d’une Source» (Ференц Лист) | 3:16         |
| Общая длительность: | Общая длительность:                  | 49:37        |

## Участники записи
- Тони Макалпин — гитары, клавишные, фортепиано, вокал
- Ларри Деннисон — бас
- Атма Анур — барабаны
- Брайан Леви — сведение, звукорежиссура
- Альберт Лоу — монтаж, мастеринг